# Folsomia sensibilis
Folsomia sensibilis is een springstaartensoort uit de familie van de Isotomidae. De wetenschappelijke naam van de soort is voor het eerst geldig gepubliceerd in 1934 door Kseneman.